# Xiphidium caeruleum
Xiphidium caeruleum ist die einzige Pflanzenart der Gattung Xiphidium aus der Familie der Haemodoraceae. Sie ist in der Neotropis verbreitet.

## Beschreibung

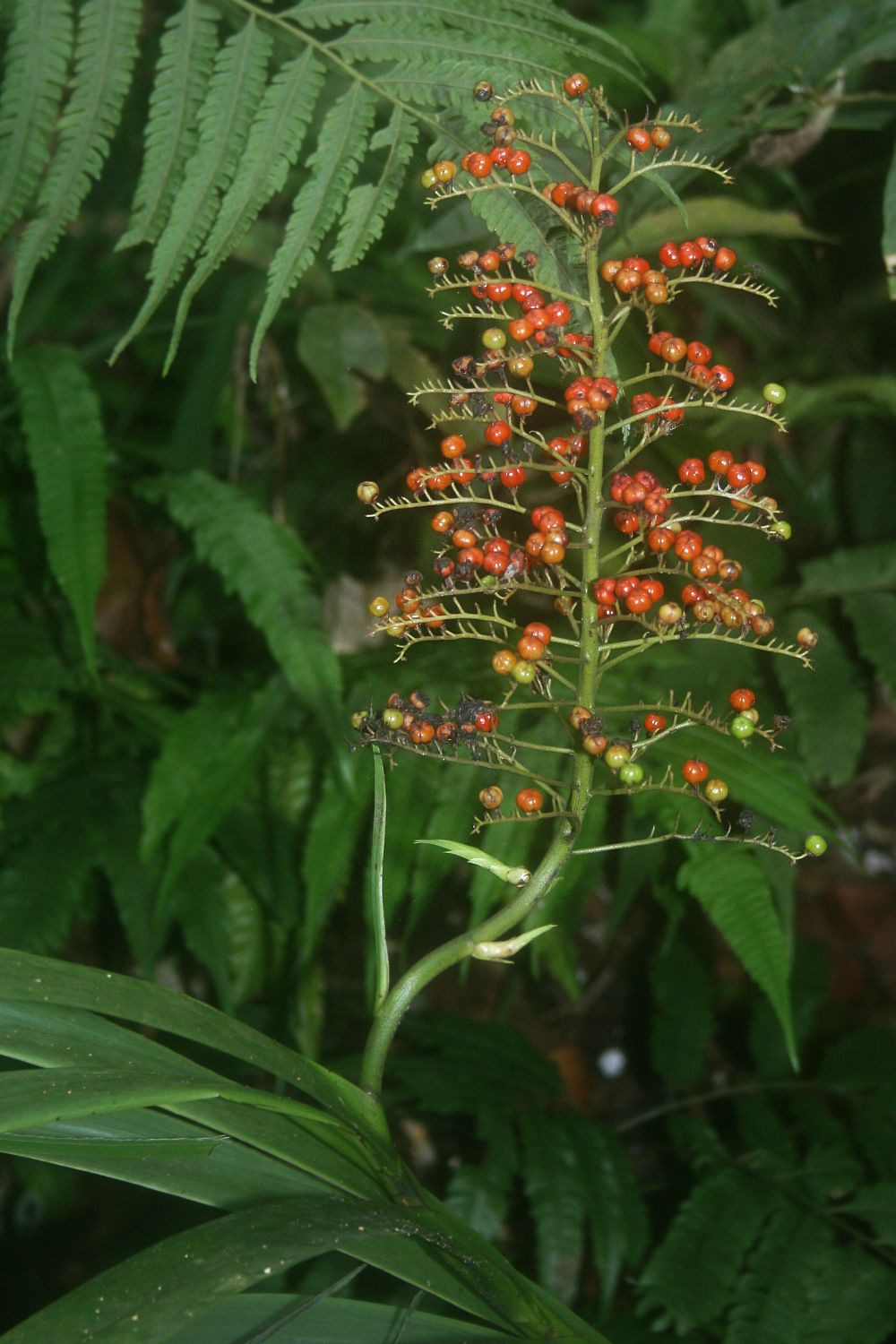
Früchte

### Vegetative Merkmale
Xiphidium caeruleum ist eine ausdauernde, krautige Pflanze, die Wuchshöhen von 15 bis 200 Zentimetern erreicht. Das Rhizom ist kriechend und enthält rotorangefarbigen Saft.
Die schwach sukkulenten, schwertförmigen Laubblätter sind linealisch und 20 bis 65 Zentimeter lang.

### Generative Merkmale
Die thyrsenartigen Blütenstände sind schwach bis stark verzweigte Wickel aus je 5 bis 25 Einzelblüten und 2 bis 44 Zentimeter lang. Die stark gestielten Blüten sind weiß bis gelbweiß. Die Staubbeutel der drei Staubblätter öffnen sich an Poren des äußersten Endes. Staminodien fehlen. Der Fruchtknoten ist rund.
Die Kapselfrucht ist bei einem Durchmesser von 5 bis 10 Millimetern kugelförmig, ist anfangs orangefarben, bei Reife rot bis schwarz und enthält zahlreiche Samen.

## Ökologie
Xiphidium caeruleum scheiden durch ihre Osmophoren einen Duft aus, der pollensammelnde Bienen der Gattungen Euglossa beziehungsweise Paratetrapedia anlockt und geben ihre Pollen erst durch die Schallfrequenz des anfliegenden Bestäubers frei (Vibrationsbestäubung/buzz pollination).

## Verbreitung
Xiphidium caeruleum ist in der Neotropis verbreitet. Sie kommt von Mexiko bis nach Brasilien und Bolivien sowie auf den Westindischen Inseln vor. Sie ist verbreitet an Wegen in Wäldern.

## Systematik und Botanische Geschichte
Die Art wurde erstmals durch Pehr Löfling unter dem Namen „Ixia. Xiphidium Authoris“ beschrieben. Die Beschreibung wurde 1758 in seinem postumen, von Carl von Linné herausgegebenen Werk Iter Hispanicum, eller resa til Spanska Länderna uti Europa och America veröffentlicht. Die Gattung Xiphidium wurde 1775 durch Jean Baptiste Christophore Fusée Aublet aufgestellt. Dabei erhielt die Art den heute gültigen Namen Xiphidium caeruleum. Der Gattungsname Xiphidium verweist auf die schwertförmigen Blätter (griechisch xiphidion = Schwert).
Barthélemy Charles Joseph Dumortier stellte die Gattung Xiphidium in eine eigene Familie Xiphidiaceae. Xiphidium wird in die Unterfamilie Haemodoroideae der Familie der Haemodoraceae gestellt.

## Nachweise
- Anton Weber, Werner Huber, Anton Weissenhofer, Nelson Zamora, Georg Zimmermann: An introductory Field Guide to the flowering plants of the Golfo Dulce Rain Forests Costa Rica. In: Stapfia. Volume 78, 2001, S. 138, ISSN 0252-192X / ISBN 3854740727, zobodat.at [PDF]